# 拉斐尔然贝鲁
拉斐尔然贝鲁是巴西巴伊亚州的一个市镇。总面积1234.248平方公里，总人口21589人，人口密度17.5人/平方公里。